# Saint-Quentin-des-Prés
Saint-Quentin-des-Prés är en kommun i departementet Oise i regionen Hauts-de-France i norra Frankrike. Kommunen ligger i kantonen Songeons som tillhör arrondissementet Beauvais. År 2022 hade Saint-Quentin-des-Prés 282 invånare.

## Befolkningsutveckling
Antalet invånare i kommunen Saint-Quentin-des-Prés
| Referens: INSEE |